# L'Oriental et sa femme
L'Oriental et sa femme ou La Famille turque est une gravure sur cuivre au burin datée vers 1496, de l'artiste de la Renaissance allemande Albrecht Dürer (1471-1528).

## Histoire
Cette composition représente probablement une famille de gitans, nomades originaires d'Égypte présents sur le territoire du Saint-Empire romain germanique à partir du début du XVe siècle et qui, à la fin des années 1490, sous Maximilien Ier (empereur du Saint-Empire), sont déclarés hors-la-loi en terre d'Empire.

## Analyse
Dürer puise certainement son inspiration chez le Maître du Livre de Raison, tant pour le sujet que pour le format réduit de sa Famille de vagabonds (vers 1475-1480). Il reste toutefois fidèle au burin, même si quelques années plus tard, il se confronte à son tour à la pointe sèche, technique de prédilection du Maître.

## Diffusion
Ce type de gravures, de petit format et à sujet profane, rencontrait un certain succès commercial ; l'estampe de Dürer fut copiée par plusieurs graveurs de son temps, dont Wenzel von Olmütz et Marcantonio Raimondi. Jacopo de' Barbari s'en inspira aussi pour son Homme au berceau, sans doute gravé pendant son séjour à Nuremberg.